# حمدان شلبي
حمدان شلبي (1948 - 8 أبريل 2018)، ممثل ومحامي سعودي ويعد أحد أبرز الشخصيات الفنية التي رسمت تاريخ الفن السعودي في الثمانينات.

## عن حياته
قدّم الفنان حمدان شلبي أعمالًا عديدة وناجحة خلال مسيرته الفنية وصلت إلى 50 عملًا بين مشاركات مسرحية وتلفزيونية وسهرات درامية وغيرها، ومن أشهرها «أصابع الزمن» و«ليلة هروب» و«قناديل رمضان» و«قصر فوق الرمال»، وآخر مشاركاته الفنية مسلسل 37 درجة مئوية (الجزء الثاني).
ولم يقتصر عطاء حمدان شلبي على الفن والثقافة، بل كان من فرسان العمل في مجال القانون، فهو يعد من أبرز المحامين السعوديين، الذي مارس مهنته جنبًا إلى جنب مع عطائه الفني.

## أعماله

### من المسلسلات
- 1978: بائع الأكاذيب.
- 1978: قناديل رمضان.
- 1982: أصابع الزمن.
- 1985: لا يحوشك حبروك.
- 1992: قصر فوق الرمال.
- 1993: ليلة هروب.
- 1998: عفوًا أبي.
- 2001: أمل وآلام.
- 2005: عندما تغيب الحقيقة.
- 2008: يا ناس يا هوه.
- 2009: جاري يا حمودة (ضيف شرف).
- 2010: 37 درجة مئوية 2 (ضيف شرف).

## مرضه
عانى الفنان حمدان شلبي مرارة الحياة في أيامه الأخيرة، وكان يعيش معاناة قاسية منذ عام 2015 عندما تعرّض لسكتة دماغية ودخل المستشفى، وفي السنة الأخيرة من عمره تدهورت حالته الصحية كثيرًا، وكان يعاني من تضخم القلب وقصور في الرئة وكان مصابًا بمرض آلزهايمر أيضًا.

## وفاته
توفي الفنان حمدان شلبي في يوم الأحد 22 رجب 1439هـ الموافق 8 أبريل 2018 عن عمر يناهز 70 عاما، بعد معاناة مع المرض خلال السنوات الأخيرة من حياته، ووري جثمانه الثرى في مقبرة الفيصلية بجدة.

## روابط خارجية
- حمدان شلبي على موقع IMDb (الإنجليزية)
- حمدان شلبي على موقع قاعدة بيانات الأفلام العربية